# (470443) 2007 XV50
(470443) 2007 XV50 ist ein großes transneptunisches Objekt, welches bahndynamisch als Cubewano eingestuft wird. Aufgrund seiner Größe ist der Asteroid ein Zwergplanetenkandidat.

## Entdeckung
2007 XV50 wurde am 13. Dezember 2007 am Palomar-Observatorium (Kalifornien) entdeckt. Die Entdeckung wurde am 12. Februar 2008 bekanntgegeben. Der Planetoid erhielt von der IAU die Kleinplaneten-Nummer 470443.
Der Beobachtungsbogen des Asteroiden beginnt mit der offiziellen Entdeckungsbeobachtung im Dezember 2007. Im April 2017 lagen insgesamt 93 Beobachtungen über einen Zeitraum von 9 Jahren vor.

## Eigenschaften

### Umlaufbahn
2007 XV50 umkreist die Sonne in 309,18 Jahren auf einer stark elliptischen Umlaufbahn zwischen 42,56 AE und 48,88 AE Abstand zu deren Zentrum. Die Bahnexzentrizität beträgt 0,069, die Bahn ist 22,93° gegenüber der Ekliptik geneigt. Derzeit ist der Planetoid 46,85 AE von der Sonne bzw. 46,31 von der Erde entfernt (Stand 1. Februar 2019). Das Perihel durchlief er das letzte Mal 1926, der nächste Periheldurchlauf dürfte also um das Jahr 2236 erfolgen.
Marc Buie (DES) stuft ihn als SDO ein. Das MPC klassifizierte 2007 XV50 zunächst als Cubewano, während es nun als «Distant Object» aufgeführt ist.

### Größe
Derzeit wird von einem Durchmesser von etwa 500 bis 600 km ausgegangen, basierend auf einem Rückstrahlvermögen von 9 bis 10 % und einer absoluten Helligkeit von 4,4 m; dies ist allerdings mit einigen Unsicherheiten behaftet.
Da anzunehmen ist, dass sich 2007 XV50 aufgrund seiner Größe im hydrostatischen Gleichgewicht befindet und somit weitgehend rund sein muss, sollte er die Kriterien für eine Einstufung als Zwergplanet dennoch erfüllen. Mike Brown geht davon aus, dass es sich bei 2007 XV50 um wahrscheinlich einen Zwergplaneten handelt.
| Jahr                                         | Abmessungen km | Quelle   |
| -------------------------------------------- | -------------- | -------- |
| 2018                                         | 584,0          | Johnston |
| 2018                                         | 524,0          | Brown    |
| Die präziseste Bestimmung ist fett markiert. |                |          |